# Austrolimnophila (Austrolimnophila) toxoneura
Austrolimnophila (Austrolimnophila) toxoneura is een tweevleugelige uit de familie steltmuggen (Limoniidae). De soort komt voor in het Nearctisch gebied.